# Joey Bragg
Joey Bragg (Union City, 20 luglio 1996) è un attore e comico statunitense famoso per aver interpretato il ruolo di Joey Rooney nella serie Liv and Maddie.

## Biografia
Joey Bragg è nato il 20 luglio 1996 a Union City.
Nel 2012 esordisce come attore recitando nel film televisivo Fred 3: Camp Fred. Dal 2013 al 2017 ha interpretato Joey Rooney nella sitcom Liv and Maddie su Disney Channel. Nel 2015 ha recitato nel film televisivoMark & Russell's Wild Ride. Bragg ha una carriera comica di successo.

## Filmografia

### Cinema
- The OD (2012) Cortometraggio
- Disney's Circle of Stars: Do You Want to Build a Snowman - cortometraggio (2014)
- The Outfield (2015)
- Disney Channel Stars: DuckTales Theme Song - cortometraggio (2017)
- Reach (2018)
- Il padre dell'anno (Father of the Year) (2018)

### Televisione
- Fred 3: Camp Fred (2012) Film TV
- Gulliver Quinn (2012) Film TV
- Bits and Pieces (2012) Film TV
- AwesomenessTV, negli episodi "Random Thoughts by JoJo" (2013) e "Us & Jan" (2013)
- Jessie (Jessie), nell'episodio "Le vacanze Hawaiane di Jessie" (2014)
- Wii U: Bragg Report - Captain Toad: Treasure Tracker (2014) Miniserie TV
- The Nintendo Bragg Report: Captain Toad (2014) Miniserie TV
- The Hotwives of Las Vegas, nell'episodio "Labor of Love" (2015)
- Mark & Russell's Wild Ride (2015) Film TV
- Criminal Minds (Criminal Minds), nell'episodio "Non fare agli altri" (2016)
- Foursome (Foursome), nell'episodio "After Shocker" (2016)
- Liv e Maddie (Liv e Maddie) (2013-2017) Serie TV
- Wet Hot American Summer: Ten Years Later, negli episodi "Softball (2017), "Tigerclaw" (2017) e "King of Camp" (2017)
- Hacking High School, nell'episodio "Sex Issues" (2018)
- Love Daily, nell'episodio "Soulmate Psychic" (2018)
- I Thunderman (The Thundermans), negli episodi "Il potere gemello (prima parte)" (2018) e "Il potere gemello (seconda parte)" (2018)
- Total Eclipse, nell'episodio 3x1 (2019)

## Doppiatori italiani
Nelle versioni in italiano delle opere in cui ha recitato, Joey Bragg è stato doppiato da:
- Lorenzo Crisci in Liv e Maddie, Il padre dell'anno
- Alessio Puccio in Criminal Minds